# 전북 현대 모터스
전북 현대 모터스 FC(Jeonbuk Hyundai Motors Football Club)는 대한민국 전북특별자치도 전주시에 있는 축구 선수단이다. 전북현대모터스에프씨가 운영하는 남자 프로 축구단이며, 1994년에 창단되었다.
모체라고 볼 수 있는 전북 버팔로가 1994 시즌에 K리그에 참가하였으나 재정 문제로 시즌 후 공식적으로 해체가 되었고, 이후 1994년 12월 현대자동차 지원 아래 독립법인체인 전북 다이노스 축구단이 창단되었다. 2000년부터 현재의 명칭으로 바꾸어 오늘날에 이르고 있으며, 공식적으로 한국프로축구연맹에 의하여 전북 버팔로와는 별개의 구단이라고 규정되어 역사와 기록을 승계하지 않고 있으며 클럽의 공식적인 연혁 또한 전북 다이노스의 창단부터 시작되고 있다.
2000년대 이후로 K리그에서 가장 성공한 클럽 중 하나로 꼽히는 전북 현대 모터스는 2009, 2011, 2014, 2015, 2017, 2018, 2019, 2020, 2021 K리그1 우승, 2000, 2003, 2005, 2020, 2022 코리아컵 우승, 2006, 2016 AFC 챔피언스리그 엘리트 우승 타이틀을 가지고 있다. 많은 우승 횟수 때문에 어우전(어차피 우승은 전북)이라는 별명이 생겨났다.
2022년부터 2군 팀 운영을 시작하여, 전북 현대 모터스 N을 두고 있다.

## 역사

### 모체
지금의 전북 현대 모터스의 모체는 전북 버팔로에서 찾을 수 있다. 1993년 1월 16일 전라스포츠클럽에 의해 창단되고, 스포츠 용품 업체 푸마에 의해 후원 약속을 받은 완산 푸마는 대한민국 프로축구에서 지역연고에 기반을 두고 클럽제도 정착을 시도한 최초의 클럽이었다. 그러나 당시 축구 클럽 제도에 회의적인 축구계 여론과 창단 전, 후 재정 문제로 많은 어려움을 겪으며 같은 해 3월 선수 등록에 실패하였고 스폰서가 제우정보로, 구단주가 문수기 보배 대표이사로 변경되어 팀명까지 제우 엑스터로 바뀌는 등 많은 어려움을 겪었다. 이와 같은 우여곡절을 겪은 끝에 1994년 2월 16일 팀명을 전북 버팔로로 변경한 후 K리그 1994 시즌에 참가하게 되었다. 초대 감독으로는 김기복이 선임되었다. 하지만 1994 시즌 전북 버팔로는 점차 재정이 바닥나기 시작하면서 시즌 말 인수자가 나올 때까지 한국프로축구연맹에 의해 위탁 운영되는 상황까지 맞이하였다. 시즌이 끝날 때까지 인수 희망자는 나오지 않았고, 결국 일화 천마와의 경기를 마지막으로 와해될 위기에 처했다.

### 창단과 초창기 (1994 ~ 2000)
1994년 11월 (주)현양이 10억 원을 기본 자본금으로 출자하고, 전라북도 완주군 봉동읍에 상용차 공장을 운영하고 있는 현대자동차가 20억 원을 홍보 스폰서 형식으로 지원하여 독립 법인체인 전북 다이노스로 창단을 선언하였고, 차경복이 감독으로 선임됐다. 초대 차경복 감독이 자진 사퇴하자 최만희 코치가 감독 대행으로 승격되었다. 1997년에는 "전북 현대 다이노스"로 구단 명칭을 변경하였다. 이후 1999년 5월에 현대자동차가 구단의 지분을 인수, 완전한 직영 체제로 전환하였다. 그 해 최초로 FA컵 결승전에 올랐으나, 결승전에서 천안 일화 천마에 패해 창단 후 첫 우승을 놓치고 말았다.

### 전북 현대 모터스로의 변경 (2000 ~ 2004)
2000년 5월 31일에는 팀명을 "전북 현대 모터스"로 개명하였다. J리그 빗셀 고베로 떠났던 김도훈이 2000 시즌을 앞두고 K리그 최다 연봉을 받으며 전북 현대 모터스로 복귀했다. 김도훈은 초반 8경기까지 단 1골 만을 넣어 실망스런 모습을 보여주었으나 6월 22일 대전 시티즌전에서 해트트릭을 기록하여 논란을 잠재웠다. 김도훈의 활약으로 전북 현대 모터스는 창단 이래 처음으로 포스트시즌에 진출하였다. 또한 FA컵에서는 2년 연속 결승에 올랐는데, 상대 또한 작년과 같은 팀인 성남 일화 천마를 만나게 되었다(성남은 천안에서 연고지를 옮긴 후였다). 이 경기에서 전북은 2-0으로 승리를 거두어 전 시즌의 복수와 함께 창단 이후 첫 우승을 달성하게 되었다.
전 시즌과의 성공과는 다르게 2001 시즌에는 중반까지 최하위를 벗어나지 못하였고, 결국 7월 18일 최만희 감독이 해임됐다. 공백을 메꾸기 위해 남대식 기술고문이 감독 대행으로 팀을 이끌었고, 이후 10월 4일 조윤환 감독이 새롭게 정식 감독으로 부임하였으나, 최종적으로 10개 팀 중 9위를 기록하는 부진을 이어 갔다. 2002 시즌에도 7위를 기록하여 하위권을 탈출하지 못하였으나, 2000년 FA컵 우승 자격으로 출전한 2001-02 아시안 컵 위너스컵에서 결승전까지 진출하는 쾌거를 이루었다. 그러나 결승전에서 연장전 끝에 알힐랄에게 1-2로 패배하면서 준우승에 머물렀다.
본격적으로 조윤환 감독이 이끄는 2003 시즌에는 5위를 기록하였다. 비록 1위 성남 일화 천마의 승점이 91점으로 압도적이었긴 했지만 2위 울산 현대 호랑이의 승점은 73점으로 69점을 얻은 전북으로서는 나쁘지 않은 한 해였다. 게다가 FA컵에서도 전남 드래곤즈를 승부차기 끝에 꺾고 두 번째 우승을 차지하게 되었다. 2004 시즌 또한 전기 리그에서 2위를 기록하며 호조를 보였다. 반면 후기 리그에서는 꼴찌에서 2위라는 성적을 남기며 플레이오프에 진출하지 못하는 불행을 겪었다. FA컵 우승으로 진출한 AFC 챔피언스리그에서는 준결승까지 올라갔으나 알이티하드에게 패배하였다.

### 최강희 시대의 개막 (2005 ~ 2011)
2005년 6월 13일에 조윤환 감독이 성적 부진으로 사퇴했다. 김형열 수석코치가 잠시 감독 대행을 맡은 후, 7월 3일에 최강희가 조윤환의 후임 감독으로 선임됐다. 2006 시즌 최강희 감독은 울산에서 최성국, 이천수 등에 밀려 벤치 신세였던 김형범과 카르로스(제칼로)를 데려오고, 호남대학교를 졸업한 염기훈도 영입하였다. 젊은 선수들로 선수단을 바꾼 그 해 전기리그에서 7위를 마크하였다.
FA컵 우승 자격으로 AFC 챔피언스리그에 진출한 전북은 J리그 우승 팀 감바 오사카, 중국 슈퍼리그 우승 팀 다롄 스더, 베트남의 다낭과 E조에 배정되었다. 감바 오사카와의 1차전에서는 1-2에서 후반 교체 투입된 김형범이 2골을 넣어 극적 역전승을 하였는데 이는 드라마의 시작일 뿐이었다. 조 1위만이 8강에 진출하기 때문에 꼭 이겨야 하는 다롄 스더와의 마지막 6차전에서도 실점하였다가 3골을 몰아넣어 승점 1점차로 진출하였다. 상하이 선화와의 8강 1차전에서는 주심의 석연찮은 판정으로 김형범과 보띠가 퇴장당하는 악재 속에 0-1로 패배하였다. 이어진 2차전에서 또 1실점을 하여 준결승 진출을 위해서는 3골이 필요하게 되는 상황에서 거짓말처럼 제칼로의 멀티골, 염기훈, 정종관이 골을 몰아 넣으며 통합 4-3의 스코어로 준결승에 진출하였다.
준결승 1차전에서는 A3 챔피언스컵에서 감바 오사카를 6-0, 다롄 스더를 4-0으로 꺾은 바 있는 전년도 K리그 우승 팀 울산 현대 호랑이에게 2-3으로 패배하였지만 2차전에 또다시 4골을 몰아쳐 결승에 진출하게 된다. 연이어 극적인 승리를 거둔 전북은 ‘역전의 명수’라는 별명을 얻게 된다. 결승전에서는 쿠웨이트의 알카디시야를 물리치고 올라온 시리아의 알카라마와 대진하게 되었다. 전주월드컵경기장에서 펼쳐진 1차전에서 염기훈과 보띠의 골로 2-0으로 승리하여 어렵지 않게 우승을 쟁취하는 듯했다. 홈스 칼레드 빈 알 왈리드 스타디움에서 펼쳐진 2차전에서는 시리아 대통령까지 경기장에 나왔고 4만여 관중의 열기에 눌려 2골을 내주며 경기를 어렵게 풀어갔다. 하지만 경기 종료 3분전, 제칼로가 헤딩으로 골을 성공시켜 전북에 우승을 안겨주게 된다. 챔피언스리그에서의 성공을 지켜 본 중국 기자들이 청나라 시대의 강희제(康熙帝)의 한자어가 최강희의 이름과 같아 강희대제라는 별명을 붙여주었다.
AFC 챔피언스리그에 집중한 탓에 리그에서는 전, 후기리그 통합 11위에 그쳤다. FIFA 클럽 월드컵에서는 멕시코의 클럽 아메리카에 0-1로 지고 뉴질랜드의 오클랜드 시티에 3-0으로 승리하여 5위로 마감하였다.

### 전설로의 도전 (2007 ~ 2011)
2007 시즌에는 최강희 감독은 직접 전북 홈페이지 게시판에 글을 올려 ‘믿어 달라’고 하며 팬들의 비판을 잠재웠다.
| “ | 저는 전북을 지키면 안되는겁니까? 저는 영원히 전북감독을 하면 안되는거지요? 팀은 안으로 정말 좋아졌어요 젊어지고 가능성이 있는팀 (중략) 저도 가끔 꿈을 꿉니다 가슴에 별을 달고 축구판을 호령하는 모습 우리팬들의 영원한 숙제 리그우승도 꿈꾸고 다시한번 아챔 도전을 해서 역사를 다시한번 써보자 2006년을 재현해보자 그런 꿈을 꿉니다 | ” |

우승을 위하여 전북 구단 자체적으로 추진하고 있던 '2010 프로젝트'도 최강희 감독에게 힘을 실어주었다. 시즌 후반 순위를 끌어올리며 11월 9일 경남 FC와의 리그 최종전에서 3-1 역전승을 거두어 6강 플레이오프에 6위로 턱걸이하였다. 성남을 2-1로 이기고 울산과 대진하게 되었다. 이 때, 울산으로 이적했던 염기훈이 준플레이오프에서 전북을 탈락시키는 골을 넣고 ‘친정팀에게 골을 넣어 더 기쁘다’라고 말하여 전북 팬들의 공분을 사게 되었다. 조재진은 시즌 종료 후 감바 오사카로 이적하며 15억이라는 이적료를 전북에 안겨준다.
최강희 감독은 잦은 부상과 주전 경쟁에서 밀린 김형범을 영입하여 핵심 멤버로 키웠다. 또한 포항에서 따바레즈와의 주전 경쟁에서 밀린 국가대표 출신 최태욱을 2대2 트레이드로 영입하여 재기할 수 있게 하였고 수원에서 방출 당했던 루이스도 다시 K리그에 불러들여 뛰어난 활약을 이끌었다. 부상과 부진에 빠진 선수를 영입하여 능력을 다시 끌어내고 재기시키는 방식을 써와 재활공장장이라는 칭호를 얻었다.
2009 시즌, 잉글랜드 프리미어리그 미들즈브러에서 성남 일화 천마로 돌아왔지만 부진하던 이동국과 신태용 감독의 팀 개편으로 사실상 방출 당한 김상식을 2대2 트레이드로 영입하였다. 조재진을 이적시키며 얻은 돈으로 대구에서 에이스 역할을 하던 진경선, 하대성, 에닝요를 모두 영입하여 공수 모든 부분에 걸쳐 보강하였다.12월 22일 K리그 대상 시상식장에서 베스트팀, 감독상(최강희), 도움왕(루이스)를 수상하였다. 또한 베스트 11에 이동국, 김상식, 최태욱, 에닝요가 선정되었다. 이동국은 MVP, 득점왕, 베스트 11, 팬타스틱 플레이어(FAN-tastic player)를 휩쓸어 유례없는 4관왕의 영광을 누렸다
2010 시즌 부산으로부터 강승조, 크로아티아 리그 득점왕 로브렉, 오미야 아르디자로부터 박원재, 대구 FC로부터 펑샤오팅을 영입하였다. 첫 우승의 기세를 앞세워 전북은 리그, FA컵, 리그 컵, 챔피언스리그에서 전관왕을 목표로 삼았다. 수원과의 개막전에서는 에닝요가 2골을 넣으며 3-1로 승리하였다. 챔피언스리그에서는 가시마 앤틀러스, 페르시푸라 자야푸라, 창춘 야타이와 F조에 배정되어 조 2위로 진출하였다. 16강에서 애들레이드 원정에서 3-2로 이겼으나 8강에서 만난 알 샤밥와의 경기는 파상공세를 펼쳤음에도 골 결정력 부족과 침대 축구에 0-2로 패했다. 결국 사우디 원정에서 1-0까지 밖에 따라잡지 못해 탈락의 눈물을 떨궜다.
포스코 컵에서는 비 주전 위주로도 결승까지 올랐으나 FC 서울에 0-3으로 패하며 우승컵을 놓쳤다. FA컵에서는 준결승에서 수원 삼성 블루윙즈에 0-2 패배하였다. 리그 최종전에서 수원에 5-1로 대승하며 리그 3위로 마쳤다. 6강 플레이오프에서 경남에 2-1로 승리하고, 준 플레이오프에서 성남에 1-0으로 승리하였으나 제주와의 플레이오프에서 0-1로 패하며 시즌을 무관으로 마감하였다. 그러나 이동국, 에닝요, 로브렉으로 이어지는 삼각 편대는 28경기에서 36골을 터뜨리며 전북을 리그 최고의 공격적인 팀으로 만들기에 충분하였다.
2011 시즌은 닥치고 공격의 파괴력이 절정에 달한 한 해였다. 이기고 있어도 공격, 한 명이 퇴장당했어도 공격을 외치던 전북의 팀 컬러는 상대팀에게 공포를 심어주었다. 이동국, 에닝요가 27골 20도움을 합작하고 경남 FC서 영입한 김동찬이 10골을 기록하였다. 부산 아이파크서 영입한 정성훈과 이승현, 베이징 궈안에서 영입한 황보원 등이 더블스쿼드를 구축하면서 정규리그 30경기에서 67득 32실의 성과로 리그를 제패하였다.
AFC 챔피언스리그 8강전에서 세레소 오사카를 6-1로 이겨 아시아 무대에서도 닥공의 위력을 발휘한 전북은 2004년에 이어 알이티하드와 다시 준결승에서 마주하여 이번에는 3-2, 2-1 로 꺾고 전주 월드컵 경기장에서 수원 삼성 블루윙즈를 이기고 올라온 알사드와 결승전을 치르게 되었다. 에닝요가 프리킥 선제골을 작렬하였으나 심우연이 자책골을 기록하고, 압둘 카데르 케이타에 역전골을 내주고 87분 정성훈의 슈팅이 포스트바를 맞는 등 패색이 짙던 후반 추가시간에 이승현이 92분 극적인 동점골을 넣으면서 승부는 연장으로 이어졌다. 114분 에닝요의 코너킥이 알사드 수비수에 맞고 포스트바를 때리면서 불운은 이어졌고 승부차기에서 김동찬과 박원재가 연속으로 실축하면서 준우승에 그치고 말았다.
이어진 K리그 챔피언십 결승에서는 포항 스틸러스를 꺾고 올라온 울산 현대를 만나 11월 30일 울산에서 2-1로 승리하였다. 1차전을 이긴 상황에서도 12월 4일 2차전에 공격적인 선수교체를 단행하다 설기현에 선제골을 얻어맞아 위기에 빠지기도 했지만 결국 에닝요의 페널티킥과 루이스의 골이 터지면서 2-1로 승리하여 닥공의 결실을 맺었다. 우승과 함께 5월 21일 11R 강원전 1-0승리 이후 연속 무패행진을 22경기(14승 8무)로 기록하며 성남이 2007년 기록한 역대 최다 무패행진 기록과 타이를 이루는 성과도 얻었다..

### 이흥실 감독 대행 (2012)
조광래 대한민국 축구 국가대표팀 감독이 2011년 12월 8일에 경질된 후, 대한축구협회는 전북을 황금기로 이끌던 최강희 감독에게 계속적인 추파를 던졌다. 최강희 감독은 그때마다 극구 거절했지만 끈질긴 설득 끝에 대표팀 감독직을 수락하였다. 이후 그는 2014년 FIFA 월드컵 아시아 지역 최종 예선이 끝나는 2013년 6월까지만 대표팀을 이끌기로 약속하고 전북 현대 모터스를 떠났다. 전북을 떠나면서 최강희 감독은 대표팀 지휘를 끝낸 후 전북으로 다시 돌아오겠다는 약속을 하였다.
최강희 감독을 대신하여 그를 7년간 보좌해 왔던 이흥실 수석코치가 감독 대행으로 승격하였다. 전북은 그 해 FA(자유계약) 최대어인 김정우, 이강진을 영입하였다. 수원행을 희망하여 이적한 서정진을 대신해 칠레 대표팀 출신 드로겟도 영입하였다.
2012 시즌 초반 전북의 수비진 붕괴는 재앙수준이었다. AFC 챔피언스리그 조별예선 광저우 헝다와의 1차전에서 조성환(꼬리뼈 골절)과 임유환(코뼈 골절)이 부상을 당했다. 이는 1-5 패배의 원인이 되었다. 심우연은 이어진 대전 시티즌과의 리그 2R에서 부상(갈비뼈 골절)당했다. 가시와 레이솔과의 예선 2차전에서 김정우를 원톱으로 최철순, 김상식, 진경선을 스리백으로 내세우는 파격을 감행했다가 1-5 패배가 재현되었다. 리그 4R FC 서울전을 앞두고 마지막으로 남은 중앙 수비수인 이강진마저 부상(목 근육 파열)을 당했다. 결국 김상식과 정성훈이 센터백을 보는 웃지 못할 해프닝을 겪었다. 결국, 이 경기에서 종료 직전 89분에 몰리나에게 결승골을 허용하며 지난 시즌부터 이어온 리그 최다 무패 기록이 25경기에서 종료되었다. AFC 챔피언스리그 조별예선 광저우 헝다와의 5차전에서는 경기 내내 일방적으로 밀리고 조성환이 퇴장당했음에도 불구하고 이동국의 89분 역전골, 92분 쐐기골이 터지면서 3-1으로 승리하여 조 1위로 등극하였다. 하지만 가시와 레이솔과의 마지막 6차전에서 0-2로 패배하면서 16강 진출에 실패하였다.
센터백의 연이은 부상사태로 인해 리그 초반 8위까지 떨어지는 부진을 겪었으나 17R를 기점으로 1위로 등극하였다. 그러나 29R 스플릿 직전 FC 서울에 역전을 허용하여 17점차로 리그 우승을 내주고 말았다. FA컵에서도 후에 우승하는 포항 스틸러스에 8강전에서 2-3으로 패배함으로써 시즌을 무관으로 마쳤다. 그로 인해 이흥실 감독대행이 경질되고 피지컬 코치로 있던 파비우가 감독대행직을 이어 받게 되었다.

### 돌아온 봉동 이장, 2년 만에 K리그 정상 탈환 (2013 ~ 2018)
2013 시즌 전북은 인천 유나이티드로부터 정인환, 정혁, 이규로를, 대전 시티즌으로부터 케빈 오리스를, 광주 FC로부터 이승기 등을 대대적으로 영입하였다. 그러나 감독 경험이 없는 피지컬 코치를 대행에 앉힌 전북은 리그에서 예전만큼의 파괴력을 보여주지 못하고 4~6위권을 전전하였다. AFC 챔피언스리그에서는 작년에 이어 다시 같은 조가 된 광저우 헝다와 함께 우라와 레즈, 무앙통 유나이티드와 F조를 이뤘다. 우라와 레즈를 사이타마에서 3-1로 꺾어 2007년의 복수를 하는 동시에 득실차로 밀어내고 2위로 16강에 진출하였으나 또 다시 가시와 레이솔에게 홈 0-2, 원정 2-3로 연패하며 탈락하였다. 파비오 감독 대행은 6승 3무 4패를 기록하여 5위로 대행직을 마쳤다. 임시로 뒤를 이은 신홍기 감독 대행은 6월 26일 수원에 4-5로 패하여 8위까지 추락하였다.
6월 19일, 대표팀 감독직을 내려 놓은 최강희는 어느 정도 휴식기를 가지고 7월 중에 복귀하고자 했으나 수원전을 지켜보고 휴식을 취소하였다. 6월 28일, 1년 6개월 만에 최강희 감독이 전북에 복귀하였다. 복귀전인 경남전에서 4-0으로 승리하고 다음 경기에서 성남에 2-3으로 지며 주춤하였지만 10경기 연속 무패행진을 이끄며 3위까지 뛰어올랐다. 그 중 8월 26일 제주전에서는 3-0으로 이기며 케빈의 3번째 골로 기존 성남이 가지고 있던 기록(747경기)를 앞당겨 692경기만에 최단경기 팀 1000골을 달성하였다. 9월 8일 리그 1위 포항을 이기면 선두에 오를 기회를 맞았으나 0-3 스코어로 패배하며 4위로 하락하였다. 부산과 FA컵 준결승전, 리그 경기를 2연승으로 장식하며 다시 승점 52점으로 포항과 승점이 같고 득실차에 밀린 2위로 올라서나 이어진 선두 포항과 3위 울산의 경기가 0-0으로 끝나 3위로 밀리게 된다. 10월 9일 선두 울산에 1-0으로 승리하나 포항에 득실차로 밀려 선두 등극에 실패한다. 세번이나 선두에 오를 기회가 있었지만 번번이 눈 앞에서 놓쳤다. FA컵 결승에서 포항과 맞서 공격을 주도했으나 승부차기에서 두 번의 선방을 선보인 신화용에 가로막혀 준우승에 그친다. 연승가도를 달리며 선두로 치고 나가던 울산에 0-2, 포항에 1-2, 서울에 1-4로 연이어 패하며 승점 11점차로 벌어져 사실상 우승 경쟁 레이스에서 탈락한다. 3위 결정전이 된 서울과의 최종전에서 1-1 무승부를 기록하며 3위로 시즌을 마친다.
2014 시즌을 앞두고, 2년 만의 K리그 정상을 탈환하기 위해 이적시장에서 한교원, 김남일, 이승렬, 김인성, 신형민, 최보경 등 영입과 이후 최철순이 4월 초에 전역해 팀에 합류하여 리그 1위를 차지하였고, 11월 8일에 열린 제주와의 원정 경기에서 3-0 대승을 거둬 남은 경기에 상관없이 팀 통산 3번째 리그 우승을 차지하였다.
2015 시즌에는 리그와 ACL 더블이라는 두 마리 토끼를 모두 잡기 위해 선수 영입에 심혈을 기울였다. 먼저 신형민, 정혁, 이승기가 군 복무를 위해 각각 경찰청과 상무에 입대하였다. 뒤이어 김인성은 인천으로 이적, 김남일은 J리그의 교토 상가 FC로 이적하였다. 그 대신 에닝요와 조성환을 재영입하였고, 에두, 이호, 유창현, 문상윤, 김형일 등 선수들을 모두 영입하여 더블 스쿼드를 운용할 수 있는 전력을 갖췄다. 리그에서는 지난 18년간 깨지지 않았던 22경기 연속 무패 기록을 달성하였다. 최강희 감독의 리그 통산 300승을 달성하는 등 독주체제를 갖춰나갔다. 하지만, 부진을 씻지 못한 에닝요가 7월 9일부로 갑작스럽게 팀을 떠났고, 이동국과 투톱을 맞췄던 에두도 중국 갑급 리그인 허베이 화샤 싱푸로 이적하게 되었지만 에미리트 클럽에서 뛰던 루이스를 재영입하였고, 레오나르두와 재계약을 맺어 한숨을 돌렸다. 스페인 출신 공격수 우르코 베라와 카타르에서 뛰던 이근호를 임대 영입해 에두의 공백을 메웠다. 11월 8일에 열린 제주와의 원정 경기에서 이재성의 결승골로 1-0 승리를 따내, 남은 경기에 상관없이 리그 2연패 달성과 동시에 팀 통산 4번째 리그 우승을 차지하였다.
시즌 후, 최보경과 이재명이 각각 경찰청과 상무에 입대를 하자 전남 드래곤즈에서 뛰던 이종호와 임종은을 영입한데 이어 지난 시즌에 포항에서 임대를 뛰었던 풀백 최재수를 영입하였다. 또한 마쓰모토 야마가에서 활약하던 김보경이 입단을 확정지었고, 지난 시즌 포항에서 활약하던 고무열을 영입한 데 이어 이후 우르코 베라가 CA 오사수나로 이적하자 제주에서 뛰던 히카르두 로페스를 영입하였다. 2016년 2월 1일 울산 현대에서 뛰던 김신욱이 영입되었다. 앨릭스 윌킨슨의 대체 용병으로 에릭 파르탈루를 영입하였고 이규로와 유창현은 각각 서울 이랜드 FC, 성남 FC로 이적하였으며 정훈, 김기희 역시 각각 타이 프리미어리그 수판부리 FC와 중국 슈퍼리그 상하이 선화로 이적하였다.
2016년 5월 부산지방검찰청은 전북 현대의 차종복 스카우트를 2013년 K리그 주심으로 활약하던 2명의 심판에게 금품을 수수한 혐의로 불구속 기소하였다고 밝혔다. 차종복 스카우트는 3차 공판 끝에 9월 29일 징역 6개월에 집행유예 2년을 선고받았으며, 프로축구연맹은 9월 30일 징계위원회를 열어 전북에 대한 징계를 확정지을 것이라고 밝혔다. 30일 소집된 징계위원회는 해당 사건에 대해 전북 구단에 벌금 1억 원을 부과했으며 2016 시즌 리그에서 승점 9점을 감점하는 징계 조치를 내렸다.
한편 시즌 초반부터 리그 무패 행진을 달리던 전북은 7월 30일 광주 FC를 잡으며 대한민국 프로스포츠 사상 최다 연속 무패 기록인 23경기 연속 무패를 기록했다. 이후에도 무패행진을 이어가던 전북은 32라운드 성남과의 홈경기에서 로페즈의 결승골로 1-0 승리를 거두며 리그에서 최소 2위를 확보, 8년 연속 AFC 챔피언스리그 진출을 확정지었으나 9월 30일 내려진 승점 삭감 징계로 인해 2위 서울과 승점차가 5점으로 좁혀지면서 다시 순위 경쟁을 해야하는 상황에 놓였다.
10월 15일엔 제주 유나이티드에 2-3로 패하며 무패 행진 기록을 마감하였고, 11월 6일 리그 마지막 경기에서 FC 서울에게 0-1로 패하면서, K리그 클래식 3연패 달성에 실패하였다. 리그 종료 후 열린 2016 AFC 챔피언스리그 결승 1차전에서 알아인을 상대로 1차전 2-1 승리를 거둔데 이어, 2차전에선 1-1 무승부를 기록하며 통합 스코어 3-2로 우승을 차지하였다. 2006년 챔피언스리그 우승을 차지한 뒤 10년 만의 우승이다. 이후 AFC 챔피언스리그 우승 자격으로 클럽 월드컵에 출전하여 5위를 기록하며 시즌을 마무리하였다.
2016년 12월 14일 이종호, 김창수, 최규백 등 3명을 울산으로 보내는 대신 울산에서 활약했던 수비수 이재성, 이용 2명을 영입하며 울산 현대와 3대2 트레이드를 단행했다. 2017년 1월 12일엔 호펜하임에서 뛰던 김진수를 영입하였다. 2017년 1월 28일에는 오랜 기간 팀의 골문을 지켜온 권순태가 가시마 앤틀러스로 이적하였다.
한편 2017년 1월 18일에는 지난 시즌에 있었던 구단 스카우트의 심판 로비 의혹 사건으로 인하여 AFC 챔피언스리그 출전권을 박탈당했고, 그 자리에 지난 시즌 리그 3위를 기록했던 제주가 본선에 직행하고, 4위를 기록한 울산이 2월 7일로 예정된 플레이오프에 참가하게 되었다. 이에 전북은 출전 관리 기구 (Entry Control Body)의 최종 결정에 대해서 스포츠 중재 재판소(CAS)에 항소하였다. 2월 3일 CAS는 전북의 2017 시즌 AFC 챔피언스리그 출전권의 박탈이 정당하다며 전북의 항소를 기각하였다. 그후, 10년간 전북을 책임졌던 이철근 단장이 사임하였고, 그의 후임으로 '현대차 출신' 백승권 상무가 신임 단장으로 선임되었다.
그 후, 2017 시즌 동안 리그에서 좋은 성적을 유지하여 2017년 10월 29일 제주와의 홈 경기에서 3-0 대승을 거둬 남은 2경기 결과에 상관없이 조기 우승을 확정, 리그 5번째 우승을 달성하였다. 시즌 종료 후, 고무열이 아산 무궁화로 입대하였다.
2018시즌을 앞두고, 전북은 U-20 출신 골키퍼인 송범근을 영입하였다. 이후 포항 스틸러스에서 뛰던 손준호를 4년 계약을 체결하여 영입하였다. 이후 장쑤 쑤닝에서 홍정호를 1년 임대로 데려왔다.
2018년 10월 22일 전북을 14년 간 이끌어온 최강희 감독이 차기 시즌 중국 슈퍼리그 톈진 취안젠으로 취임함에 따라 2018시즌을 끝으로 지휘봉을 내려놓는다.

### 조제 모라이스 시대 (2019 ~ 2020)
2018년 12월 3일 구단은 14년간 팀을 이끌었던 최강희의 후임으로 포르투갈 출신이자 프리미어리그에서 줄곧 조제 모리뉴를 보좌해왔던 조제 모라이스를 제 5대 감독으로 선임하였다.
그 후, 모라이스 체제로 시즌을 시작한 전북은 울산과 리그 1위를 10 차례 경쟁 끝에 리그 최종전에서 포항에게 패한 울산을 따돌리고 역전 우승에 성공하여 2003년 성남 이후 리그 3연패를 달성하였다.
2019년 시즌 후, 문선민과 권경원이 상주 상무에 입대하고, 명준재, 임선영, 신형민과 결별하였다. 그 후, 2019 K리그 MVP를 수상했던 김보경이 3년여 만에 전북으로 돌아왔고, 경남에서 쿠니모토를 영입하였다. 그리고, 2020년 6월 1일에는 중국 베이징 런허 소속으로 있었던 신형민이 코로나19 여파로 전북으로 복귀하였다. 그리고, 라스를 수원 FC로 이적시키고, 바로우와 구스타보를 영입하여 측면과 전방을 강화하였다. 그 후 측면 수비수인 김진수는 사우디 프로리그의 알나스르 FC로 이적하였다.
그 후, 작년과 마찬가지로 파이널 A에서 울산과 우승 경쟁하던 전북은 10월 25일에 울산 원정에서 1-0 승리를 거둬 1위에 올랐고, 11월 1일에는 대구와의 홈 경기에서 조규성의 멀티골에 힘입어 2-0 승리를 거둬 리그 통산 8번째 우승을 달성함과 동시에 K리그 최초 4연패를 달성하였다. 그 날 경기 이후, 11년 동안 전북에 몸담았던 이동국은 2020 시즌을 끝으로 현역 은퇴를 선언하였다.
2020 시즌 후, 손준호, 한교원, 홍정호가 K리그 베스트 11에 선정되었고, 특히 손준호는 전북을 4연패로 이끈 공로로 K리그 MVP로 선정되었다.
그리고, FA컵 결승에서 울산을 상대로 1승 1무를 기록하여 15년 만에 FA컵 우승을 차지하여 팀 창단 첫 더블을 달성하였다.
그러나, ACL에서는 주축 선수들의 부상과 국가대표 차출로 인한 공백을 메우지 못하고, 조별 예선에서 탈락하였다. 그리고, 모라이스는 2020 시즌을 끝으로 전북과 결별을 선언함으로써 2년 간의 동행을 마무리하였다.

### 김상식 시대 (2021 ~ 2023)
모라이스와 결별한 전북은 팀 내 코치로 있던 김상식을 전북의 제 6대 감독 선임을 공식 발표하였다. 이로써 전북은 김상식 체제에서 5년 연속 K리그1 우승에 도전하게 되었다. 김상식 감독은 개막 후 3~4월에 12경기를 치러 한 차례도 패하지 않음으로써 감독으로써의 기분 좋은 첫 걸음을 떼었다.
그 후, 울산과 1위 싸움을 한 끝에 파이널 A에서 울산을 상대로 3-2 승리를 거둔 기세를 몰아 제주와의 리그 최종전에서 2-0 승리를 거둬 13년 동안 K리그 우승 9회와 더불어 K리그 역사상 최초로 5연패를 달성하였다. 그리고, 수비수인 홍정호는 1997년 김주성(부산)에 이어 24년 만에 수비수로 MVP(최우수선수상)에 선정되었다.
2022 시즌을 앞둔 전북은 김문환, 맹성웅, 박진섭, 윤영선 등을 영입하여 K리그 6연패 도전의 준비를 마쳤다. 그 후, 리그 개막전에서 송민규의 결승골을 앞세워 1-0 승리를 거둬 K리그 6연패 도전과 동시에 디펜딩 챔피언의 위엄을 이어가고자 하였다. 하지만, 전임 감독인 최강희부터 탄생한 트레이드 마크인 닥공 축구는 이미 그 빛을 잃어 시즌 초반에 11위까지 추락하는 최악의 상황에 직면하였다. 비록 홈 경기 성적은 좋지 않았지만, 원정 경기에서 승리를 쌓아 순위를 올렸으나, 홍정호의 부상, 구스타보와 일류첸코 등 주요 공격수들이 골 침묵이 길어졌고, 시즌 내내 전북 팬들은 김상식과 허병길 대표이사의 퇴진 압박을 가하는 걸개를 보이기도 하였다. 시즌 도중 쿠니모토가 음주 운전한 사건이 드러나 팀에서 퇴출되었고, 일류첸코는 FC 서울로 이적하였으며, 국가대표 출신 풀백 이용은 수원 FC로 임대 이적하였다. 여름이적시장에서 조지아 국대 출신인 토르니케 영입을 목전에 뒀으나 메디컬 문제로 탈락하여 영입에 실패하였고, 선수 영입에 큰 성과를 얻지 못한 전북은 김진수의 임대 연장(2023년 말까지 임대 연장)으로 대신함으로써 이적시장의 아쉬움을 달랬다.
그 후, 어렵게 파이널 A로 진입한 전북은 김천 상무에서 군 복무를 끝낸 조규성의 합류로 반등을 기대했지만, 2022년 10월 8일 울산과의 리그 35라운드 경기(현대가 더비)에서 바로우의 선제골로 앞서갔지만 후반 추가시간에 류재문이 패배로 직결되는 어이없는 핸드볼 파울을 범해 1-2 역전패를 당하여 K리그 6연패의 꿈이 날아갔고, 2022년 10월 16일 울산이 강원 원정에서 2-1 승리를 거두면서, 17년 만에 K리그 우승을 확정함에 따라 남은 경기에 상관없이 준우승을 확정지었다.
비록 준우승을 거뒀지만, 조규성은 인천과의 리그 최종전에서 2골을 기록, 총 17골을 기록하여 득점왕에 등극하였다. (주민규도 17골을 기록했지만 규정에 따라 경기 수가 적은 조규성이 득점왕으로 등극하였다.)
2022 시즌 후, 전북은 김진수, 박진섭, 조규성이 K리그 베스트 11에 선정되었다.
그 후, 서울과의 FA컵 결승에서 1승 1무를 기록하여 통산 5번째 우승을 달성하여 수원과 동률을 이뤘고, K리그 우승을 놓친 아쉬움을 털어내며 시즌을 마감하였다.
2023 시즌을 앞두고 전북은 김건웅을 시작으로 정민기, 아마노 준, 이수빈, 이동준, 오재혁, 정태욱, 안드레 루이스, 하파엘, 정우재 등 선수들을 폭풍 영입을 통해 지난 시즌에 빼앗긴 우승 트로피를 되찾을 준비를 마쳤다. 하지만,  전술적 역량과 위기관리 능력이 부족하다는 비판이 이어졌고, 수비 불안과 공격수들의 줄부상 속에 강등권 언저리인 10위(승점 10·3승 1무 6패)까지 내려앉았고, 전북 팬들은 지난 시즌에 이어 김상식과 허병길의 퇴진을 요구와 버스 막기까지 하면서 불만을 표출했다. 결국 2023년 5월 4일 김상식 감독이 성적 부진의 책임을 지고, 자진사퇴를 통해 감독직에서 물러났다. 15년 동안 이어진 김상식과의 인연을 끝낸 전북은 새로운 감독을 선임할 때까지 남은 시즌을 김두현 수석코치를 감독대행으로 맡겨 진행하다가 2023년 6월 9일에 루마니아 출신 감독인 단 페트레스쿠를 전북의 7대 감독으로 선임하였다.

### 단 페트레스쿠 시대 (2023 ~ 2024)
감독 비자 발급 절차 문제로 강원전은 벤치에서 관전하고 6월 마지막 경기인 광주전부터 지휘했다.
그 동안 여름이적시장 때 조규성이 FC 미트윌란으로 이적하였지만, FC 안양에서 뛰었던 박재용을 영입하여 그의 빈자리를 메웠고, 알두하일로 떠난 김문환의 빈 자리를 2023 시즌 시작 전에 영입한 김건웅을 반년 만에 제주로 이적시키는 대신 안현범을 데려왔으며, 체코 수비수 페트라셱과 미드필더 나나 보아텡을 영입하여 전력을 보강하였다.
K리그 19라운드 데뷔전인 광주 FC와의 원정 경기에서 이정효 감독의 완벽한 전술에 지면서 0:2로 패배하였지만, 6월 28일 2023 FA컵 8강 광주 FC와의 첫 홈경기에서 조규성의 멀티 골로 4:0 대승과 첫 승과 동시에 준결승 진출에 성공하였다. 이 경기에는 중요한 의의가 있는데 몇 년 만에 전북 팬들이 원하던 최강희 스타일의 공격, 즉 닥공을 보여줬다는 부분이다. 전반엔 비등한 경기력을 보였지만 후반전은 거의 경기를 지배하듯이 했고 그에 따라 4골을 파죽지세로 넣으면서 팬들은 닥공을 다시 기대하게 됐다.
그 후, 리그 3위까지 올라왔지만 날이 갈수록 경기력은 나아지지 않으면서 팬들이 원하는 공격 축구는 나오지 않고 결과나 내용도 영 시원치 않자 평이 조금씩 떨어지면서 결국 대구와의 홈 경기에서 1-3 패하여 구단 처음으로 파이널 B까지 떨어질 위기에 처했다. 경기가 끝난이후 전북 서포터들과 선수단이 이야기 할려고 했지만 감독 본인은 이미 런해버렸다고 한다. 한창 부진할 때 팬들과 소통을 거부했던 김상식 감독과 똑같은 행태를 부리는 중이다.
파이널 라운드로 분류되기 전 마지막 경기만을 앞두고 있는데 원래 7위였던 인천이 최하위 수원 삼성을 상대로 2대0 승리를 해서 인천이 전북을 승점 1점차로 앞지르고 6위를 차지했다. 물론 인천의 마지막 상대는 리그 1위 울산 현대고, 전북의 마지막 상대는 마지막 패배가 6년 전인 서울이지만, 어쨌든 자력 6위 탈환이 불가능해졌다. 만약 전북이 파이널 B로 떨어져 리그 7위 이하의 성적으로 시즌을 마감하게 된다면 리그 8위로 마감한 2007년 이후 16년만에 최악의 리그 성적을 기록하게 된다. 물론 단 감독이 시즌 첫 경기부터 지도한 것은 아니기에 이 책임을 모두 단 감독에게 돌릴 수는 없겠지만, 결과적으로 김상식 감독이 경질 됐을 때 순위와 별반 차이가 없기에 비판을 피할 수는 없어보이며, 결국 11월 4일에 포항 스틸러스와 FA컵 결승서 2-4로 완패하며 2013년 이후 10년만에 무관이라는 최악의 성적표를 받게 된다.
그리고 2008년 이후 15년 만에 4위를 기록하여 내년 ACL 엘리트 진출에 좌절되었고, ACL2에 참가하게 되었다.
2024 시즌을 앞두고 이영재, 티아고, 김태환, 전병관, 권창훈, 에르난데스 등 주요 선수들을 폭풍 보강하여 리그에 임했지만, 리그에서 1승을 거두지 못하고 12위로 추락하자, 2024년 4월 6일부로 페트레스쿠가 감독직을 사임하였다.

### 김두현 체제 (2024)
페트레스쿠 사임 이후, 박원재 감독대행으로 2개월을 보낸 전북은 2024년 5월 27일에 과거 전북의 수석코치로 지냈던 김두현을 전북의 제8대 감독으로 선임하였다.
김두현 부임 이후, 여름이적시장에서 수원 FC에서 뛰었던 이승우, 수원 삼성에서 뛰었던 유제호, 전진우 영입과 더불어 FC 안양에서 뛰었던 안드리고를 임대 영입하였고, 김천 상무에서 군복무를 마친 김준홍까지 복귀하여 분위기 반전을 노렸으나, 계속된 부진을 면치 못하고 리그 10위까지 추락하여, 구단 창단 이후, 최악의 성적을 기록한 시즌을 보냈고, K리그 승강 플레이오프에 진출하여 서울 이랜드를 통합 스코어 4-2로 누르고, K리그1 잔류를 확정지었다. (전, 후반 모두 2-1로 전북 승) 시즌종료후 전북은 김두현과의 결별을 선언하였다.

### 거스 포옛 체제 (2024-)
2024년 12월 24일에 거스 포옛을 전북의 제 9대 감독으로 선임하였다.

## 선수 명단
참고: FIFA 자격 규정에 따라 소속된 국가대표팀 국기를 표시합니다. 선수는 복수의 FIFA 비회원국 국적을 가지고 있을 수 있습니다.
| 번호 | 포지션 | 국적     | 이름   |
| ---- | ------ | -------- | ------ |
| 1    | GK     |          | 김정훈 |
| 2    | DF     |          | 김영빈 |
| 3    | MF     |          | 최우진 |
| 4    | MF     |          | 박진섭 |
| 5    | MF     | 포르투갈 | 감보아 |
| 8    | MF     |          | 한국영 |
| 9    | FW     |          | 티아고 |
| 10   | FW     |          | 송민규 |
| 11   | FW     |          | 이승우 |
| 13   | MF     |          | 강상윤 |
| 14   | MF     |          | 전진우 |
| 15   | FW     |          | 성진영 |
| 16   | FW     |          | 박재용 |
| 17   | MF     |          | 진태호 |
| 18   | FW     |          | 이준호 |
| 21   | FW     | 가나     | 츄마시 |
| 22   | MF     |          | 권창훈 |
| 23   | DF     |          | 김태환 |
| 24   | FW     |          | 박규민 |
| 25   | DF     |          | 최철순 |
| 26   | DF     |          | 홍정호 |
| 27   | FW     |          | 이규동 |
| 28   | MF     |          | 이영재 |

| 번호 | 포지션 | 국적 | 이름   |
| ---- | ------ | ---- | ------ |
| 31   | GK     |      | 송범근 |
| 34   | FW     |      | 엄승민 |
| 36   | DF     |      | 장남웅 |
| 39   | FW     |      | 강현종 |
| 47   | DF     |      | 윤주영 |
| 50   | DF     |      | 황정구 |
| 51   | GK     |      | 이한결 |
| 63   | MF     |      | 한석진 |
| 64   | DF     |      | 김수형 |
| 66   | MF     |      | 서정혁 |
| 70   | FW     |      | 이재준 |
| 72   | DF     |      | 황승준 |
| 73   | MF     |      | 김민재 |
| 77   | DF     |      | 김태현 |
| 81   | GK     |      | 전지완 |
| 88   | MF     |      | 윤현석 |
| 90   | FW     |      | 정상운 |
| 91   | GK     |      | 공시현 |
| 94   | DF     |      | 연제운 |
| 96   | FW     |      | 콤파뇨 |
| 97   | MF     |      | 김진규 |
| 98   | MF     |      | 임준휘 |
| 99   | FW     |      | 김창훈 |

### 임대 및 군 복무 중인 선수
참고: FIFA 자격 규정에 따라 소속된 국가대표팀 국기를 표시합니다. 선수는 복수의 FIFA 비회원국 국적을 가지고 있을 수 있습니다.
| 번호 | 포지션 | 국적 | 이름                             |
| ---- | ------ | ---- | -------------------------------- |
| —    | MF     |      | 이동준 (김천상무에서 군 복무 중) |
| —    | MF     |      | 맹성웅 (김천상무에서 군 복무 중) |
| —    | DF     |      | 진시우 (광주 FC로 임대)          |
| —    | FW     |      | 박주영 (화성 FC로 임대)          |
| —    | MF     |      | 이수빈 (김천상무에서 군 복무 중) |

| 번호 | 포지션 | 국적 | 이름                             |
| ---- | ------ | ---- | -------------------------------- |
| —    | FW     |      | 전병관 (김천상무에서 군 복무 중) |
| —    | DF     |      | 안현범 (수원 FC로 임대)          |
| —    | DF     |      | 김하준 (서울 이랜드로 임대)      |
| —    | DF     |      | 정태욱 (FC 서울로 임대)          |
| —    | DF     |      | 김준영 (화성 FC로 임대)          |

## 스태프

### 지도자
| 직위        | 이름                |
| ----------- | ------------------- |
| 감독        | 구스타보 포예트     |
| 수석코치    | 마우리시오 타리코   |
| 코치        | 정조국              |
| 골키퍼 코치 | 황희훈              |
| 분석코치    | 디에고 포예트       |
| 피지컬 코치 | 불가리스 파나요티스 |

## 경영진
- 대표이사 : 정유석
- 단장 : 이도현
- 고문 : 박지성
- 테크니컬 디렉터 : 마이클 김

## 기록과 통계

### 우승 기록

#### 국내 대회

##### 리그
- K리그1

● 우승 (9): 2009, 2011, 2014, 2015, 2017, 2018, 2019, 2020, 2021
● 준우승 (3): 2012, 2016, 2022

##### 컵
- 코리아컵

● 우승 (5): 2000, 2003, 2005, 2020, 2022
● 준우승 (3): 1999, 2013, 2023
- 리그컵

● 준우승 (1): 2010
- 슈퍼컵

● 우승 (1): 2004
● 준우승 (2): 2001, 2006
- 대통령배 전국축구대회

● 준우승 (1): 19991

#### 국제 대회

##### 아시아 대회
- AFC 챔피언스리그 (AFC 챔피언스리그 엘리트 전신)

● 우승 (2): 2006, 2016
● 준우승 (1): 2011
- 아시안 컵위너스컵

● 준우승 (1): 2002

### 시즌별 기록
※ K리그 챔피언십 경기 결과를 포함하지 않은 순수 정규리그 승무패 승점과 골득실이다.

※ 전기.후기로 나뉘어 치러진 시즌은 전후기 성적을 통합하여 나온 순위를 기록.

※ 아-아디다스컵, 프-프로스펙스컵, 필-필립모리스코리아컵, 대-대한화재컵, 삼-삼성 하우젠컵, 피-피스컵 코리아, 포-포스코컵 

| 시즌 | K리그1 | 경기수 | 승    | 무  | 패    | 득 | 실 | 차  | 승점 | 팀 최다득점   | 리그컵                 | FA컵   | 슈퍼컵   | ACLE                | 클럽 월드컵 | 감독                             |
| ---- | ------ | ------ | ----- | --- | ----- | -- | -- | --- | ---- | ------------- | ---------------------- | ------ | -------- | ------------------- | ----------- | -------------------------------- |
| 1995 | 7위    | 28     | 9     | 4   | 15    | 27 | 42 | -15 | 31   | 김도훈 (6)    | 4위                    |        |          | 진출실패            | 진출실패    | 차경복                           |
| 1996 | 5위    | 32     | 10    | 7   | 15    | 41 | 49 | -8  | 37   | 김용갑 (9)    | 7위                    | 8강    |          | 진출실패            | 진출실패    | 차경복                           |
| 1997 | 6위    | 18     | 6     | 8   | 4     | 32 | 25 | +7  | 26   | 잔코 (6)      | 9위 (아) A조 5위(프)   | 16강   |          | 진출실패            | 진출실패    | 최만희                           |
| 1998 | 6위    | 18     | 9 8   | 0 1 | 9     | 30 | 35 | -5  | 25   | 박성배 (10)   | B조 4위(아) 7위(필)    | 2R     |          | 진출실패            | 진출실패    | 최만희                           |
| 1999 | 7위    | 27     | 12 10 | 0 4 | 15 13 | 40 | 44 | -4  | 29   | 하은철 (8)    | 예선 (아) B조 3위 (대) | 준우승 | 진출실패 | 진출실패            | 진출실패    | 최만희                           |
| 2000 | 4위    | 27     | 15 11 | 0 4 | 12    | 34 | 40 | -6  | 37   | 김도훈 (12)   | A조 3위 (대) 예선 (아) | 우승   | 진출실패 | 진출실패            | 진출실패    | 최만희                           |
| 2001 | 9위    | 27     | 5     | 10  | 12    | 23 | 33 | -10 | 25   | 김도훈 (8)    | 준결승 (아)            | 준결승 | 준우승   | 준우승 (CWC)        | 진출실패    | 최만희 남대식 (대)               |
| 2002 | 7위    | 27     | 8     | 11  | 8     | 37 | 36 | +1  | 35   | 에드밀손 (14) | A조 4위 (아)           | 8강    | 진출실패 | 진출실패            | 진출실패    | 조윤환                           |
| 2003 | 5위    | 44     | 18    | 5   | 11    | 72 | 58 | +14 | 59   | 마그노 (27)   | 미개최                 | 우승   | 진출실패 | 진출실패            | 진출실패    | 조윤환                           |
| 2004 | 5위    | 24     | 8     | 8   | 8     | 23 | 18 | +5  | 32   | 호마 (5)      | 3위 (삼)               | 8강    | 우승     | 준결승              | 진출실패    | 조윤환                           |
| 2005 | 12위   | 24     | 4     | 6   | 14    | 24 | 41 | -17 | 18   | 네또 (6)      | 12위 (삼)              | 우승   | 진출실패 | 진출실패            | 진출실패    | 조윤환 김형렬 (대) 최강희        |
| 2006 | 11위   | 26     | 5     | 11  | 10    | 24 | 34 | -10 | 26   | 김형범 (5)    | 6위 (삼)               | 16강   | 준우승   | 우승                | 5위         | 최강희                           |
| 2007 | 8위    | 26     | 9     | 9   | 8     | 36 | 32 | +4  | 36   | 스테보 (13)   | A조 4위 (삼)           | 16강   | 폐지     | 8강                 | 진출실패    | 최강희                           |
| 2008 | 4위    | 26     | 11    | 4   | 11    | 39 | 37 | +2  | 37   | 조재진 (8)    | 준결승 (삼)            | 8강    | 폐지     | 진출실패            | 진출실패    | 최강희                           |
| 2009 | 우승   | 28     | 17    | 6   | 5     | 59 | 33 | +26 | 57   | 이동국 (21)   | B조 3위 (피)           | 준결승 | 폐지     | 진출실패            | 진출실패    | 최강희                           |
| 2010 | 3위    | 28     | 15    | 6   | 7     | 54 | 36 | +18 | 51   | 에닝요 (16)   | 준우승 (포)            | 8강    | 폐지     | 8강                 | 진출실패    | 최강희                           |
| 2011 | 우승   | 30     | 18    | 9   | 3     | 67 | 32 | +35 | 63   | 이동국 (16)   | 8강 (러)               | 16강   | 폐지     | 준우승              | 진출실패    | 최강희                           |
| 2012 | 준우승 | 44     | 22    | 13  | 9     | 82 | 49 | +33 | 79   | 이동국 (26)   | 폐지                   | 8강    | 폐지     | 예선                | 진출실패    | 이흥실 (대)                      |
| 2013 | 3위    | 38     | 18    | 9   | 11    | 61 | 49 | +12 | 63   | 케빈 (14)     | 폐지                   | 준우승 | 폐지     | 16강                | 진출실패    | 파비우 (대) 신홍기 (대) 최강희   |
| 2014 | 우승   | 38     | 24    | 9   | 5     | 60 | 22 | +38 | 81   | 이동국 (13)   | 폐지                   | 준결승 | 폐지     | 16강                | 진출실패    | 최강희                           |
| 2015 | 우승   | 38     | 22    | 7   | 9     | 57 | 39 | +18 | 73   | 이동국 (13)   | 폐지                   | 16강   | 폐지     | 8강                 | 진출실패    | 최강희                           |
| 2016 | 준우승 | 38     | 20    | 16  | 2     | 71 | 40 | +31 | 76   | 로페즈 (13)   | 폐지                   | 8강    | 폐지     | 우승                | 5위         | 최강희                           |
| 2017 | 우승   | 38     | 22    | 9   | 7     | 73 | 35 | +38 | 75   | 에두 (13)     | 폐지                   | 32강   | 폐지     | 진출실패            | 진출실패    | 최강희                           |
| 2018 | 우승   | 38     | 26    | 8   | 4     | 75 | 31 | +44 | 86   | 로페즈 (13)   | 폐지                   | 16강   | 폐지     | 8강                 | 진출실패    | 최강희                           |
| 2019 | 우승   | 38     | 22    | 13  | 3     | 72 | 32 | +40 | 79   | 로페즈 (11)   | 폐지                   | 32강   | 폐지     | 16강                | 진출실패    | 조제 모라이스                    |
| 2020 | 우승   | 27     | 19    | 3   | 5     | 46 | 21 | +25 | 60   | 한교원 (11)   | 폐지                   | 우승   | 폐지     | 예선                | 진출실패    | 조제 모라이스                    |
| 2021 | 우승   | 38     | 22    | 10  | 6     | 71 | 37 | +34 | 76   | 구스타보 (23) | 폐지                   | 16강   | 폐지     | 8강                 | 진출실패    | 김상식                           |
| 2022 | 준우승 | 38     | 21    | 10  | 7     | 56 | 36 | +20 | 73   | 조규성 (17)   | 폐지                   | 우승   | 폐지     | 준결승              | 진출실패    | 김상식                           |
| 2023 | 4위    | 38     | 16    | 9   | 13    | 45 | 35 | +10 | 57   | 구스타보 (11) | 폐지                   | 준우승 | 폐지     | 8강 (2023-24)       | 진출실패    | 김상식 김두현 (대) 단 페트레스쿠 |
| 2024 | 10위   | 38     | 10    | 12  | 16    | 49 | 59 | -10 | 42   | 이승우 (12)   | 폐지                   | 16강   | 폐지     | 본선 진출 (2024-25) | 진출실패    | 단 페트레스쿠 박원재 (대) 김두현 |
| 2025 |        | 38     |       |     |       |    |    |     |      | ? (?)         | 폐지                   |        | 폐지     | 미정                | 진출실패    | 구스타보 포예트                  |

### 최다 관중 기록
| 순위 | 날짜             | 경기                      | 상대팀         | 경기 결과 | 장소             | 관중   | 비고 |
| ---- | ---------------- | ------------------------- | -------------- | --------- | ---------------- | ------ | ---- |
| 1    | 2011년 11월 5일  | 2011 ACL 결승             | 알 사드        | 2-2       | 전주월드컵경기장 | 41,805 |      |
| 2    | 2009년 12월 6일  | K리그 챔피언십 결승 2차전 | 성남 일화 천마 | 3-1       | 전주월드컵경기장 | 36,246 |      |
| 3    | 2016년 11월 19일 | 2016 ACL 결승 1차전       | 알아인         | 2-1       | 전주월드컵경기장 | 36,158 |      |
| 4    | 2016년 11월 6일  | K리그 클래식 38R          | FC 서울        | 0-1       | 전주월드컵경기장 | 33,706 |      |
| 5    | 2011년 12월 4일  | K리그 챔피언십 결승 2차전 | 울산 현대      | 2-1       | 전주월드컵경기장 | 33,554 |      |
| 6    | 2016년 3월 12일  | K리그 클래식 1R           | FC 서울        | 1-0       | 전주월드컵경기장 | 32,695 |      |
| 7    | 2005년 5월 5일   | 삼성 하우젠컵             | FC 서울        | 4-0       | 전주월드컵경기장 | 32,110 |      |
| 8    | 2015년 7월 26일  | K리그 클래식 2015 23R     | 수원 삼성      | 2-1       | 전주월드컵경기장 | 31,192 |      |
| 9    | 2025년 5월 31일  | K리그1 2025 17R           | 울산 HD        | 3-1       | 전주월드컵경기장 | 31,830 |      |

## 역대 인물

#### 영구 결번
참고: FIFA 자격 규정에 따라 소속된 국가대표팀 국기를 표시합니다. 선수는 복수의 FIFA 비회원국 국적을 가지고 있을 수 있습니다.
| 번호 | 포지션 | 국적 | 이름                             |
| ---- | ------ | ---- | -------------------------------- |
| 12   |        |      | 서포터즈 '매드 그린 보이즈' 헌정 |
| 20   | FW     |      | '이동국' 은퇴 후 명예            |

### 역대 감독
- 취임은 공식 취임식 일자이며 취임식이 없거나 미상인 경우 공식 선임 일자를 기재한다.

| 순번 | 이름            | 취임                        | 사임                  | 재임시즌            | 비고 | 타이틀                                   |
| ---- | --------------- | --------------------------- | --------------------- | ------------------- | --- | ---------------------------------------- |
| 1대  | 차경복          | 1994/11/26                  | 1996/12/05            | 1995-1996           | 초대 감독 |                                          |
| 2대  | 최만희          | 1996/12/06                  | 2001/07/18            | 1997-2001           | | FA컵 1회                                 |
| 대행 | 남대식          | 2001/07/19                  | 2001/10/03            | 2001                | 최만희 감독 중도 사임으로 감독 대행직 수행                                                                       |                                          |
| 3대  | 조윤환          | 2001/10/04                  | 2005/06/12            | 2001-2005           | | FA컵 1회 슈퍼컵 1회                      |
| 대행 | 김형열          | 2005/06/13                  | 2005/07/10            | 2005                | 조윤환 감독 중도 사임으로 감독 대행직 수행                                                                       |                                          |
| 4대  | 최강희          | 2005/07/04 2013/06/28(복귀) | 2011/12/21 2018/12/02 | 2005-2011 2013-2018 | 데뷔전은 8월 24일 포항전 최단기간 단일팀 100승 기록 대한민국 국가대표팀 감독직 수행 후 2013년 6월 28일 전북 복귀 | K리그1 6회 FA컵 1회 AFC 챔피언스리그 2회 |
| 대행 | 이흥실          | 2012/01/05                  | 2012/12/12            | 2012                | 최강희 감독의 대한민국 국가대표팀 감독 발탁으로 감독 대행직 수행                                                 |                                          |
| 대행 | 파비우 레푼지스 | 2012/12/20                  | 2013/06/01            | 2013                | 최강희 감독의 복귀하기 전까지 감독 대행직 수행                                                                   |                                          |
| 5대  | 조제 모라이스   | 2018/12/03                  | 2020/12/06            | 2019-2020           | 구단 첫 외국인 감독                                                                                              | K리그1 2회 FA컵 1회                      |
| 6대  | 김상식          | 2020/12/22                  | 2023/05/04            | 2021-2023           | | K리그1 1회 FA컵 1회                      |
| 대행 | 김두현          | 2023/05/04                  | 2023/06/14            | 2023                | 김상식 감독 중도 사임으로 감독 대행직 수행                                                                       |                                          |
| 7대  | 단 페트레스쿠   | 2023/06/09                  | 2024/04/06            | 2023-2024           | |                                          |
| 대행 | 박원재          | 2024/04/07                  | 2024/05/26            | 2024                | 단 페트레스쿠 감독 중도 사임으로 감독 대행직 수행                                                                |                                          |
| 8대  | 김두현          | 2024/05/27                  | 2024/12/16            | 2024                | |                                          |
| 9대  | 구스타보 포예트 | 2024/12/24                  |                       | 2025-               | |                                          |

### 역대 구단주
| 순번 | 이름   | 취임       | 사임       | 비고        |
| ---- | ------ | ---------- | ---------- | ----------- |
| 1대  | 신준호 | 1994/11/26 | 1996/12/31 | 초대 구단주 |
| 2대  | 정몽규 | 1997/01/01 | 1999/03/08 |             |
| 대행 | 노관호 | 1999/03/09 | 1999/05/12 |             |
| 3대  | 정몽구 | 1999/05/13 | 2009/10/26 |             |
| 4대  | 정의선 | 2009/10/27 |            |             |

### 역대 단장
| 순번 | 이름   | 취임       | 사임       | 비고          |
| ---- | ------ | ---------- | ---------- | ------------- |
| 1대  | 신준호 | 1994/11/26 | 1997/03/05 | 초대 단장     |
| 2대  | 태영식 | 1997/03/06 | 1999/04/18 |               |
| 3대  | 이용훈 | 1999/04/19 | 2005/01/10 |               |
| 4대  | 이철근 | 2005/01/11 | 2017/02/05 |               |
| 5대  | 백승권 | 2017/02/06 | 2022/04/04 |               |
| 5대  | 허병길 | 2022/04/04 | 2023/10/30 | 대표이사 겸임 |
| 6대  | 이도현 | 2023/10/30 |            |               |

## 경기장
홈경기장은 전주월드컵경기장이다.

## 클럽하우스
창단 초기 선수들은 숙소가 없어 전주종합경기장 옆의 여관에서 자기도 하였다. 숙소를 마련해 달라는 요청에 1996년부터 완주군 봉동읍 용암리에 있는 현대자동차 전주공장 현대사원아파트 5, 6층을 숙소로 써왔으나 클럽하우스라고 볼 수는 없었고 환경도 열악했다. 훈련장은 봉동읍 율소리에 마련하여 훈련하였는데, 2009년 K리그 우승을 계기로 감독과 단장이 요청하자 현대자동차그룹 정의선 부회장이 자금을 지원하여 기존 훈련장 옆에 짓기 시작하였다. 클럽 하우스를 짓기 전 건축 설계팀은 국내(수원 삼성 블루윙즈, 포항 스틸러스, 파주 NFC)와 해외(맨체스터 유나이티드, 볼튼 원더러스, 아틀레티코 마드리드, 보르도, 요코하마 F. 마리노스) 유명 클럽의 클럽하우스를 직접 방문해 현황 조사를 하여 장단점을 파악하고 클럽하우스에 반영하였다.
2013년 10월 클럽하우스가 착공 3년 만에 완공하였다. 대지 8,078.36m2에 지하 1층 지상 2층 규모로 지어진 클럽하우스는 천연 잔디 2면과 실내 인조 잔디 1면, 총 3면의 운동장을 보유하고 있다. 특히 가로 60m, 세로 36m, 높이 11m의 실내 연습구장은 맨체스터 유나이티드의 캐링턴 구장을 벤치마킹하여 선수들이 날씨에 관계 없이 훈련할 수 있게 하였다. 삼성 트레이닝 센터에 이어 국내 두 번째로 수중 치료기를 도입하였고 축구화 피팅룸, 체력 단련장, 물리 치료실, 시청각 회의실, 비디오 분석실 등을 갖추고 있다.

## 엠블럼과 마스코트
엠블럼은 봉황을 메인으로 두고 기존 비파형 동검 형태를 방패형으로 간결하게 표현했고, 구단명을 크게 강조했다. 엠블럼 하단의 V자는 구단과 팬이 하나 되어 승리를 이루자는 의미를 표현했다고 한다.
마스코트는 나이티와 써치이다. 2021년에 새롭게 발표했다.

## 참고 문헌
- “스포츠지원포털 등록 현황”. 대한체육회.
- “KFA 통합경기정보 시스템”. 대한축구협회.
- “K리그 데이터 포털”. 한국프로축구연맹.

## 같이 보기
- 전북 현대 모터스 FC N